# Coalcliff
Coalcliff är en förort i Australien.   Den ligger i kommunen City of Wollongong och delstaten New South Wales, i den sydöstra delen av landet, 200 km nordost om huvudstaden Canberra. Coalcliff ligger 89 meter över havet och antalet invånare är 179.
Terrängen runt Coalcliff är platt åt nordväst. Havet är nära Coalcliff åt sydost. Närmaste större samhälle är Helensburgh, 7,9 km norr om Coalcliff. 